# شجرة الليمون: عربي ويهودي وقلب الشرق الأوسط
شجرة الليمون: عربي ويهودي وقلب الشرق الأوسط هو كتاب غير روائي من تأليف ساندي تولان. صدر الكتاب لأول مرة عام 2006، يتناول هذا المسلسل الصراع الإسرائيلي الفلسطيني ويتتبع روايتين متقاطعتين، ويظهر التاريخ المعقد للصراع في حياة الأفراد والمجتمع ككل. كان الكتاب هو اختيار محرر بوكليست لأفضل كتاب غير روائي للبالغين في عام 2006، وفاز بجائزة كريستوفر في عام 2007.

## محتوى الكتاب
في رواية شجرة الليمون، يحكي تولان قصص داليا إشكنازي لانداو، وهي إسرائيلية، وبشير الخيري، وهو فلسطيني. كان كلا الشخصين يعيشان في نفس المنزل في الرملة، حيث فرت عائلة الخيري من منزلها أثناء النكبة عام 1948 وانتقلت عائلة إشكنازي إلى منزلها الشاغر، ويتتبع الكتاب تاريخ العائلة في سياق الصراع الأوسع، وصولاً إلى لقاء بشير وداليا، ثم يتابع كل منهما تطور صداقتهما على الرغم من كونهما على جانبي الصراع المتعارضين، ويوفر السياق التاريخي وتحليلًا للأحداث العالمية. وعندما توفي والدا داليا، حولت المنزل إلى مركز للحوار العربي اليهودي، بالإضافة إلى مركز لرعاية الأطفال العرب بناءً على طلب بشير.

## النقد
يكتب جيريمي بريسمان أن الكتاب يعرض بإيجاز وجهات نظر عربية-إسرائيلية متعددة، ويُنعش التاريخ ويغرس فيه معنى أوسع وأعمق. وتكتب كاثلين كيرن أن تولان يقدم توازنًا لم أرَه في أي مصدر آخر، فهو لا يُغفل أبدًا حقيقة أن داليا لديها خيارات لا تتوفر لبشير ومع ذلك، فإن حقيقة أن صهيونيًا ملتزمًا وقائد مقاومة فلسطيني ملتزم حافظا على علاقة وطيدة خلال السنوات الأخيرة من العنف المتصاعد أمرٌ بالغ الأهمية، ووصفت مجلة كيركوس ريفيوز الكتاب بأنه سردٌ حساس ومنصف للغاية. وتكتب كارول جيلبرت أن الكتاب لا غنى عنه لأي شخص مهتم بالشرق الأوسط، أو بحل النزاعات، أو ببساطة منجذب إلى قصص حقيقية تُصوّر وجهتي نظر متساويتين في الصحة ولكنهما متناقضتان للواقع.ويُعرف الكتاب ببحثه المُعمّق، وتضمنه 65 صفحة من الملاحظات.
يقول ماكس ويب، كاتب مدونة على منصة تايمز أوف إسرائيل يُقدم هذا الكتاب جوانب عديدة بشكل جيد، وجدته مُنيرًا ومنعشًا، ومع ذلك يقول أيضًا الجانب اليهودي من هذه القصة غير مُفصّل، قصة داليا وثيقة الصلة بأوروبا وبالهولوكوست، لا يُسلّط الضوء على الطبيعة الأصيلة للصهيونية والشوق اليهودي القديم إلى صهيون، والذي يمتد عبر مجتمعات يهودية متنوعة حول العالم، مع ذلك مع مُلاحظاته، يقول إنه يُوصي بهذا الكتاب لكل من يرغب في معرفة المزيد عن الصراع الإسرائيلي الفلسطيني.